# إيثانال
أسيتالدهيد (أو إيثانال حسب التسمية النظامية) هو مركب كيميائي عضوي من مجموعة الألدهيدات له الصيغة الكيميائية CH3CHO، ويكون على شكل سائل عديم اللون سهل التطاير. تم تصنيفه من الوكالة الدولية لبحوث السرطان ضمن المجموعة الأولى للمسرطنات، حيث أنه من أكثر المواد المتطايرة المسببة للسرطان وجودا بالهواء.

## التحضير
حضر مركب الإيثانال لأول مرة سنة 1774 من قبل الكيميائي كارل فلهلم شيله.
يحضر الإيثانال من أكسدة الإيثيلين من عملية فاكر وذلك على حفاز من البالاديوم والنحاس.
{\displaystyle \mathrm {2\;C_{2}H_{4}+O_{2}\rightarrow 2\;CH_{3}CHO} }
كما يمكن أن يتم التحضير من أكسدة الإيثانول:
{\displaystyle \mathrm {CH_{3}CH_{2}OH\ +\ [O]\ {\xrightarrow {Ox.}}\ \ CH_{3}CHO\ +\ H_{2}O} }

## الخصائص
يظهر الإيثانال على شكل سائل عدم اللون سهل التطاير يمتزج بكافة النسب مع الماء. كالعديد من مركبات الكربونيل يتحول مركب أسيتالدهيد إلى صنوه الإينولي إيثينول (كحول الفاينيل).

التحول الصنوي بين الإيثانال (يسار) والإيثينول (يمين)

## الاستخدامات
كان الايثانال يستخدم في السابق من أجل تحضير حمض الأسيتيك، إلا أن هذه الطريقة استعيض عنها بطرق حديثة أخرى مثل عملية مونساتو وعملية كاتيفا. يستخدم الإيثانال كمادة طليعية في الصناعات الكيميائية من أجل تحضير مشتقات البيريدين.

## السلامة
يعد الإيثانال مادة ملوثة للهواء لذا يجب أخذ الحيطة والحذر عند التعامل معها.